# 南方貨物線
南方貨物線（なんぽうかもつせん）は、日本国有鉄道（国鉄）が愛知県内で東海道本線（大府駅 - 名古屋駅間）の複線線増（複々線化）として建設していた貨物支線（延長：約26.1 km）。本項目では主に、未成区間となった大府駅 - 笠寺駅 - 名古屋貨物ターミナル駅間（約19.5 km）について解説する。
東海道本線と武豊線が合流する大府駅（大府市）から、笠寺駅（名古屋市南区）まで東海道本線に線路別複々線の形で並走し、笠寺駅で分岐してからは東海道新幹線の高架橋や南郊運河に並行して、名古屋貨物ターミナル駅（同市中川区・1980年開設 / 仮称：「八田貨物駅」）に至る。そして同駅から名古屋駅まで（約6.2 km）は、「西名古屋港線」および「稲沢線」を充当し、西名古屋港線（名古屋貨物ターミナル駅 - 名古屋駅間）に並行して1線を増設（複線化）することで、名古屋駅・稲沢駅（稲沢操車場）方面へ至る計画だった。この路線が完成すれば、大府 - 名古屋 - 稲沢間は稲沢線（名古屋 - 稲沢間）と併せ、客貨分離が実施される予定だった。
名古屋付近の東海道線の輸送力強化を図るため、1967年（昭和42年）から建設が開始されたが、並行する東海道新幹線の騒音公害訴訟問題によって工事は中断し、1983年（昭和58年）には国鉄の財政難・鉄道貨物輸送需要の激減を受け、建設が凍結された。それまでに高架橋の大半が完成していたが、工事は再開されず、2002年（平成14年）から完成していた高架橋の解体が行われた。

## 概要
昭和30年代後半の鉄道貨物輸送の好調により、大都市付近の国鉄路線では旅客輸送の増加と相まって輸送力の不足が目立ち始めた。特に、「南方貨物線」の建設が決まった1966年（昭和41年）当時、名古屋地区の東海道線は名古屋 - 稲沢間 (11.1 km) が（貨物専用線の「稲沢線」により）複々線化されていた一方、名古屋以東は複線のままで、長距離旅客列車・名古屋圏通勤電車と貨物列車が混在して列車本数が多くなっており、東海道線で最大の隘路区間となっていた。そのため、圏内輸送は幹線直通輸送の合間を縫って行うような状態が続き、圏内輸送機関として大きい役割を果たすことができなかった。そこで大府 - 名古屋間 (19.5 km) を複々線化し、貨物列車を新線（南方貨物線）に移すことで、名古屋駅を中心に客貨分離を行い、同区間の輸送量増強・旅客輸送の改善が図られた。
また、名古屋地区における貨物ターミナル駅は、名古屋駅の南側に設けられていた笹島駅であったが、同駅と東海道線（および名古屋港線・西名古屋港線）や関西線との接続には、同駅から約11 km北側に位置する稲沢操車場を経由する必要があったため、折り返し運転などのために無駄な時間を必要としていた。そこで、同駅の南方約3.9 km（西名古屋港線の沿線）へターミナル機能を移転する形で、名古屋貨物ターミナル駅（仮称：「八田貨物駅」）を開設することになった。笹島駅発着の上り（東京方面行）貨物列車は当時、稲沢経由で折り返し運転を強いられていたが、この新貨物駅は「南方貨物線」上に位置するため、南方貨物線が完成すれば、名古屋貨物ターミナル駅・笹島駅とも同線上の駅となることで、稲沢での折り返し運転が解消されることになり、上下列車のスルー運転・物流システムの効率化が期待された。また、同時に名古屋港線・西名古屋港線とも結びかえを行い、南方貨物線（貨物輸送ルートの基幹）から分岐する線形とすることで、能率的な輸送体型が整備されることも期待された。しかし、「南方貨物線」の大府 - 笠寺 - 名古屋貨物ターミナル間は未成に終わり、名古屋貨物ターミナル駅発着の上り貨物列車は、同駅が開業した1980年（昭和55年）以降も稲沢経由のままとなっている。
国鉄は南方貨物線の建設と併せ、日本鉄道建設公団が建設していた岡多線と瀬戸線を利用し、東海道線の岡崎 - 稲沢間を迂回する形で貨物複線を設ける「北方貨物線」計画も有していたが、こちらも貨物輸送需要の減少を受け、1987年（昭和62年）3月の国鉄分割民営化に伴い、新たに発足した日本貨物鉄道（JR貨物）が計画を放棄した。

### 路線データ
- 路線距離：大府駅 - 名古屋駅間（約26.1 km、うち大府駅 - 八田貨物駅間は約19.5 km）[1]
  - 大府駅 - 笠寺駅間（東海道本線との並走区間）：約12.1 km[注 17][1]
  - 笠寺駅 - 八田貨物駅間（別線線増区間）：約7.4 km[1][6]
  - 八田貨物駅 - 名古屋駅間（西名古屋港線）：約6.2 km[注 6][1]
- 電化区間：全線（直流1,500 V）
- 複線区間：全線（大府駅 - 笠寺駅間は東海道本線の線路別複々線区間）
  - 三線区間：八田貨物駅（仮称） - 名古屋港線交点（仮称）

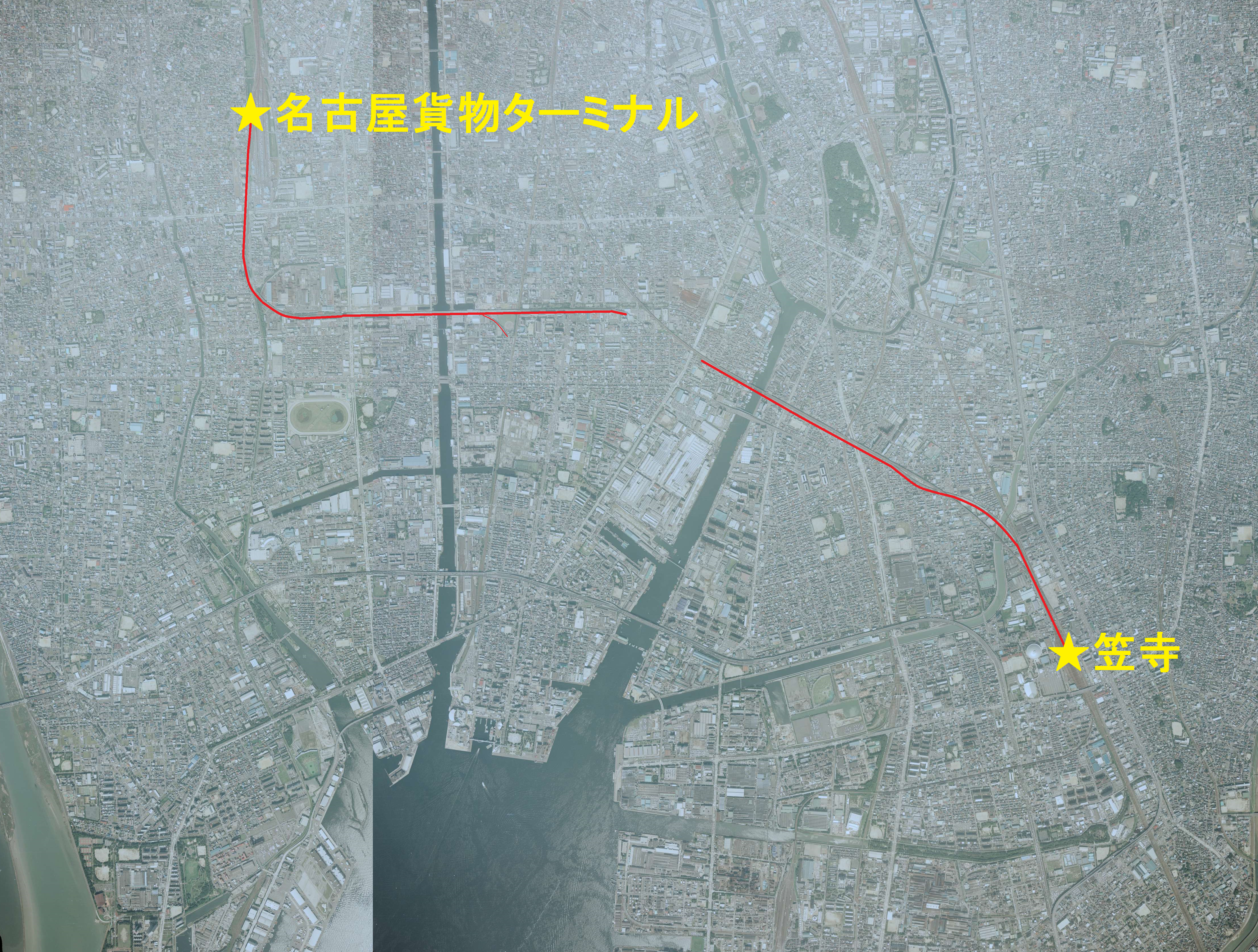
南方貨物線のルート（赤線に並行しているのが着工部分。途中で分岐する曲線は名古屋港線への連絡線。1995年・2000年撮影）。画像上では2本の線となっているが、実際には高架橋が途切れ途切れになっていた。 帰属：国土交通省「国土画像情報（カラー空中写真）」 配布元：国土地理院地図・空中写真閲覧サービス

## 歴史

### 名古屋付近鉄道総合改良計画
南方貨物線の原型は1939年（昭和14年）に鉄道省岐阜工事事務所（後の国鉄岐阜工事局）が立案した名古屋付近鉄道総合改良計画にある。当時、日中戦争勃発後の軍需輸送増大により稲沢操車場の貨車中継能力が限界に達しており、同計画では貨物輸送増強策の一環として新たに八田、勝川、大府に操車場を設けることが構想されていた。付随する貨物線の新設も検討され、それぞれ南方貨物線（八田）、北方貨物線（勝川）、東方貨物線（大府）と呼ばれていた。この中では八田操車場と南方貨物線がもっとも有力視され、1941年（昭和16年）から翌年にかけて東海道本線大府 - 枇杷島間の線増扱いで測量費が予算計上され、地形測量が実施された。
一方、鉄道省名古屋鉄道局運輸部でも岐阜工事事務所の計画と前後して貨車中継の改良計画を立てていたが、むやみに操車場を新設するのは貨車の輸送効率の面で不利であり、同局では稲沢操車場にハンプを2か所設ける一大ヤードとする案を推していた。このため八田操車場の新設は省内も賛否両論であったが、最終的には稲沢・八田の2操車場案でまとまり、1943年（昭和18年）以降も南方貨物線・八田操車場の建設を推進することとなった。しかし、戦争の激化により同年以降は予算計上できず、計画はいったん棚上げとなった。

### 計画の再開からルート選定まで

南方貨物線のルート選定（赤線が最終決定案）

終戦後はただちに測量が再開され、1946年（昭和21年）4月には当時の計画線28 kmの測量を終えた。同年9月には天白川 - 枇杷島間の用地設計案を運輸省に上申し、翌年には鉄施第645号として承認された。その後、南方貨物線計画は名古屋市の都市復興計画と連動して構想された名古屋付近鉄道復興計画（鉄施第1492号）に組み込まれた。当時の計画ルートは最終決定案とやや異なり、関西本線を跨ぎ越して市街地を北上し、庄内川を渡り五条川信号場付近で稲沢線に合流するという、後に「中村ルート」と呼ばれるルート案に近いものであった。
南方貨物線は東海道本線の線増を目的としていたが、同様の目的を別の形で推し進める新幹線建設計画が立ち上げられるとそちらが優先され、貨物線の分離のみを目的とする南方貨物線計画は再び停滞する。不要不急論に対し、当時名古屋港東岸（東臨港）の貨物線整備が不十分であったため、臨港地域の貨物集約機能を南方貨物線に付加する案も出された（「海岸線ルート」）。種々検討の結果、ルートを大府 - 笠寺 - 八田 - 笹島に変更し、さらに貨物専用ではなく旅客輸送も行う計画に修正されたが、これも1961年（昭和36年）の東港線の建設決定（のちに臨海鉄道方式に移行）により廃案となる。
このように構想と中断を繰り返した南方貨物線だが、完全に中止されることは無く、1962年（昭和37年）2月には国鉄常務会（第234回）の承認を経て新幹線並行区間（笠寺・堀川間）の用地が新幹線用地と共に買収され、1964年（昭和39年）に企画された第3次長期計画（1965年を初年度とする7か年計画）にも東海道本線大府 - 名古屋間複々線化工事として予算計上されていた。その後、計画ルートの選定も新幹線工事の進捗と共に最終段階となり、区間別に以下のような比較検討が行われた。起点が大府駅（東海道本線と武豊線の合流点）とされたのは、知多半島の東岸にある衣浦臨海工業地帯からの貨物列車や、名古屋駅に直通する旅客列車が増加することを想定し、武豊線の複線化が企画されていたためであった。
大府 - 笠寺間
臨港貨物集約機能を兼ねる「海岸線ルート」が比較検討されたが、大きく迂回し地盤も悪いことから建設費が膨大となるため、当初案通り本線併設ルートが選定され、既設線沿いの盛り土に敷設された。新設線については貨客併用案・貨物専用案・（既設線とともに）方向別複々線として運用する案が検討されたが、貨物専用線として運用されることが決まった。これにより、新設線の「南方貨物線」は完成後、貨物専用線として24時間走行が予定され、並行する既設線は旅客線として運用されることとなった。
笠寺 - 名古屋間
笠寺以北の併設は市街地のため建設費が高くつくこと、同区間も併設にすると八田操車場と連絡できないことから、この区間は笠寺・八田間の「運河ルート」が選定された。なお、堀川・八田間約2 km区間については1963年（昭和38年）にルートの再検討が名古屋市との間で行われ、南郊・小碓運河利用案と東海通直上高架案の二案が提示されていた。これも比較検討の結果、埋め立て計画により用地取得が容易になる南郊・小碓運河利用案が採用された。
八田 - 枇杷島間
この区間を「中村ルート」にすれば瀬戸線ともども名古屋駅を経由する必要がなくなり、貨客分離の観点からもメリットがあった。しかし中村区の家屋密集地域を縦貫するため、市との設計協議さえ困難な状況であった。建設費の高騰も予想されたため、結局、国鉄用地のみでほぼ建設可能な名古屋経由ルートが選定された。
選定ルート案は1966年（昭和41年）4月の常務会で承認され、同年5月の設備投資計画に盛り込まれた（用地費52億円、主体工事費114億円、付帯電気工事費25億円で総額191億円）。同年、運輸大臣が建設計画を認可。新幹線開業後も東海道本線名古屋付近の列車回数はほとんど減少せず、その後も大幅な輸送量の増加が見込まれていた。名古屋商工会議所 (1971) は、南方貨物線の建設効果について「名古屋付近の線路容量の限界が解消され、同時に計画された八田操車場（現：名古屋貨物ターミナル駅）の新設が稲沢操車ヤードの行詰りを解決することとなり、更に今後名古屋港南部及びに西部、四日市地区、衣浦地区と臨海地帯の発展に対応し、また関西線、名古屋臨港線の発着貨車の操配運用効率を高める効果など名古屋付近の鉄道輸送は画期的な改善をみせるものと期待される。」と述べている。

### 着工
当工事は東海道本線の線増工事として企画されたもので、鉄道敷設法の予定線としては取り扱われていなかったため、日本鉄道建設公団ではなく国鉄が自ら工事を担当した。1967年（昭和42年）2月から用地買収が開始され、同年3月からは天白川橋梁の工事も着手された。また、1968年（昭和43年）11月からは八田貨物駅の測量工事も開始された。総工事費は約三百数十億円が見込まれ、国鉄は1972年（昭和47年）10月の全面使用開始を目指して工事を進めた。1969年（昭和44年）度末時点で、工事進捗率は36%（用地57%、主体工事30%）に至っていた。沿線は迷惑施設である貨物線の受け入れ条件として、駅の高架化と旅客列車の運転を要望していたが、用地全体を4 m嵩上げすることで代替された。

### 環境問題による工事中断

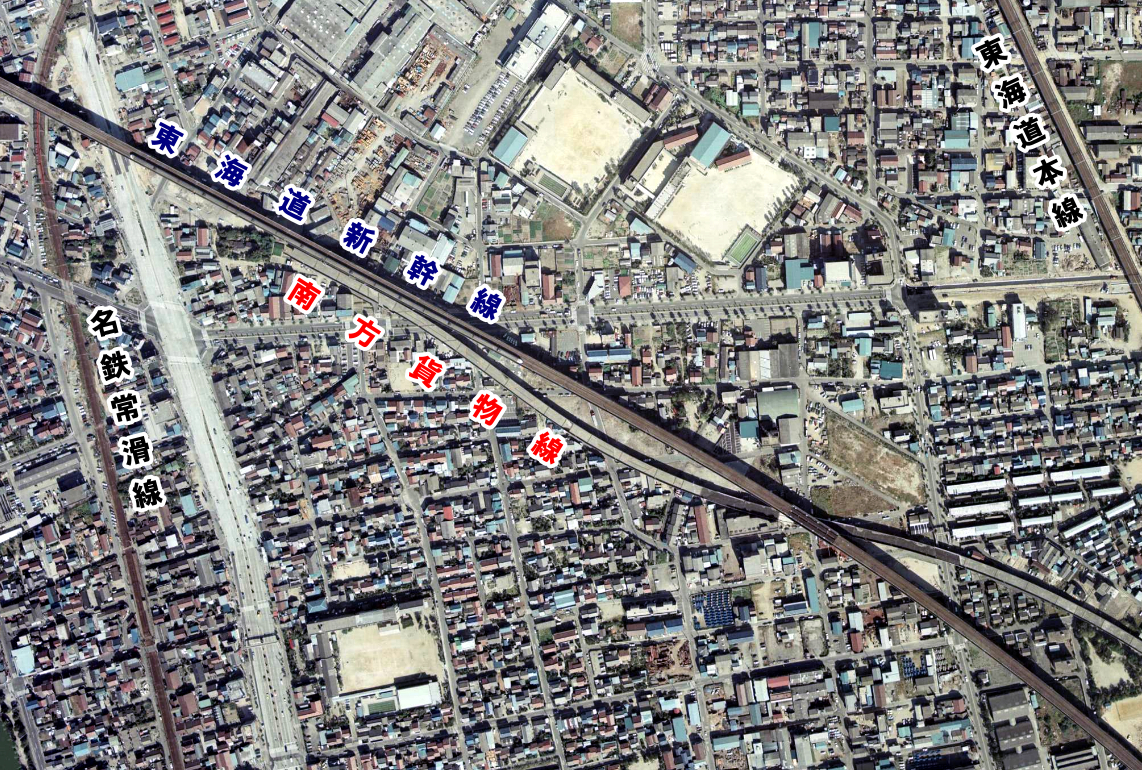
南区豊田付近の新幹線並行区間（1977年10月）。工事中断により高架橋は途中で途切れている。
帰属：国土交通省「国土画像情報（カラー空中写真）」
配布元：国土地理院地図・空中写真閲覧サービス

しかし、南（大府方面）から開始された工事が名古屋市内に進んできた1971年（昭和46年）ごろから、沿線住民たちが南方貨物線の建設を「新幹線公害との複合公害になる」と問題視していた。当該区間は東海道新幹線と並行して敷設される予定だった南区豊田（山崎川付近）から熱田区四番町にかけての区間（約2.9 km）で、これらの地域住民の間では、以前から新幹線の騒音・振動への不満が高まっていたところ、貨物線の騒音に対する懸念や、土地を奪われることへの反発も重なり、公害反対運動が活発化していた。同年4月、名古屋市政懇談会にて「新幹線公害反対運動が行われている地域に新幹線と並行して南方貨物線の建設が進められているが、これが開通すれば、すでに新幹線で被害を受けている生活環境がさらに悪化することは必至である。したがって市として国鉄に対し強く公害対策を要望するように」との意見が出た。この沿線住民の要望を受け、名古屋市は同年5月 - 1972年（昭和47年）5月にかけ、国鉄岐阜工事局長に対し、以下6点を要望した。
1. 列車開通時の騒音・振動対策[43]
2. 工事中の公害対策[43]
3. 沿線住民に対する説明[43]
4. 列車開通時のテレビ障害対策[43]
5. 鋼桁の騒音対策[43]
6. 夜間運行の減少[43]

それらの要望に対し、国鉄は防音壁の設置・ロングレールの使用などといった対策を示したが、1972年7月には名古屋新幹線公害対策同盟の会員が中心となって「南方貨物線公害追放委員会」を結成した。「追放委員会」は国鉄に対し、「南方貨物線の建設を否定するものではないが、沿線住民が納得できる公害対策を要望する」と表明。同年8月、名古屋市長は国鉄本社で担当常務理事に対し、南方貨物線の公害対策について要望した。これに対し、国鉄側は「深夜運行の禁止は実施困難だが、鋼桁橋はコンクリート橋に変更して騒音対策を実施する。その他の騒音・振動対策も実施・努力する」と回答した。
1973年（昭和48年）4月には、名古屋市立明治小学校（南区）にて開かれた住民大会で、「市は南方貨物線問題について、公害防止協定を国鉄との間で締結してほしい」との要望が出されたため、同年7月に名古屋市は国鉄に対し「沿線の生活環境を良好に維持できる公害防止協定の考え方を示すこと」「公害防止協定が締結されるまで、工事を一時中止すること」を要望した。国鉄側は「公害防止協定については全国的な問題であるため、関係方面と打ち合わせに向けて努力するが、工事の一時中止はできない」と回答したが、同月には一部の工事が中止された。名古屋市長は同年9月に再び国鉄本社へ出向き、国鉄総裁に対し「緩衝地帯の設置」「夜間の運行速度の低減」「軌道構造による騒音振動防止」「沿線住民との公害防止協定の締結」を改めて要望した。同年以降、工事は事実上中止され、翌1974年（昭和49年）3月に地元住民から提訴された新幹線の減速・損害賠償請求訴訟のあおりも受けたことで、工事は大幅に遅延。住民による環境対策面での合意が成立するまで、工事は中断された。国鉄側は公害防止対策・環境保全対策に加え、いったん提出した土地収用法に基づく事業認定の申請を取り下げるなどの措置を講じたが、地元住民の理解を得るには至らず、用地買収なども著しく難航した。
結局、工事が凍結されていた笠寺 - 八田貨物駅間の工事は、裁判闘争も踏まえながら、国鉄が名古屋市と環境対策について交渉を続けた。その後、国鉄は名古屋市および「公害追放委員会」と公害防止協定の締結に向けて議論したが、具体的な進展がなかったため、それに代わる措置として、名古屋市が国鉄に対し環境アセスメントの実施を求めた。国鉄もこれに応じ、名古屋市が開発・指導した新型の防音壁を採用したところ、大幅な騒音低減効果が得られたため、1979年（昭和54年）暮れには環境対策で住民らとの和解が成立。1980年（昭和55年）1月には国鉄から名古屋市長宛てのアセスメント書が提出され、同年2月から工事が再開された。名古屋市公害対策局 (1982) はこのような経緯で建設再開の合意に至った南方貨物線の事例について、「（沿線の）住民、国鉄、地方公共団体が三位一体となって（住民合意に向けて）努力した成果であり、全国的に見てもめずらしいケース」と述べている。
また、同年10月には八田貨物駅（建設期間約12年・総工費約300億円）が「名古屋貨物ターミナル駅」として開業。名古屋鉄道管理局は1981年（昭和56年）に発表した『PLAN80』で、名古屋貨物ターミナル駅をコンテナ基地・笹島駅を車扱貨物基地として位置付けると同時に、南方貨物線を「名古屋圏での貨客分離を実現する機関ルートとして、早期竣工する」と表明し、名古屋・衣浦の両臨海鉄道と南方貨物線を直結する輸送体系の確立も求めていた。

### 国鉄の財政難による建設凍結
しかし、国鉄の財政悪化や、鉄道貨物需要の激減により、同年以降は十分な予算を獲得できなくなった。また、1982年（昭和57年）9月24日に出された閣議決定「日本国有鉄道の事業の再建を図るために当面緊急に講ずべき対策について」では、「老朽設備取替、安全対策及び環境保全のための投資のうち特に緊急度の高いものを除き、（設備投資は）原則として停止する。」とされた。
南方貨物線は当時、完成後の使用見通しについて、単線営業化、旅客化などが検討されていたが、当時の大府 - 名古屋間は旅客・貨物とも輸送量が横ばいないし減少傾向にあり、「当面これらが大幅に増加する状況も考えられない」とされた。そのため、当初の投資目的（客貨輸送の増に対応）からみて「緊急性に乏しい工事」とされ、翌1983年（昭和58年）1月に再び工事が中止されることとなった。当時は用地買収が100%完了し、未着工部分は名古屋市内の約1.3 kmを残すのみで、笠寺 - 名古屋貨物ターミナル間の下部工事は8割方完成していた状態で、全線開通までに必要な予算は約100億円が見込まれていた。この時点までに投じられた工費は約345億円（用地買収費用を含む）。
名古屋貨物ターミナル駅の開業後、大阪方面から同駅に発着する貨物列車は稲沢線を経由し、名古屋貨物ターミナル駅に直接入線できるようになった。一方、その先の南方貨物線（笠寺 - 名古屋貨物ターミナル間）が開業しなかったことから、名古屋貨物ターミナル駅の開業後も、同駅と東海道本線の静岡・東京方面の相互に発着する貨物列車は、いったん稲沢へ向かい、稲沢駅でスイッチバックすることとなった。その結果、名古屋貨物ターミナル - 東京間の所要時間は（南方貨物線が開業した場合に比べ）約1時間長くなっていた。
会計検査院は、工事凍結後の1985年（昭和60年）11月までに、「これまでに建設のため投入された資金はすべて借金で、金利だけで毎年約20億円ずつ増えている状況だ。国民経済上大きな損失となっているため、早急に何らかの改善が図られるべきだ」として、国鉄建設局に対し事態の進展を求めていた。しかし、国鉄建設局はこれに対し「着工当時と比較して貨物輸送が激減しており、新たな貨物線の建設は無意味だ。今後のことは国鉄分割民営化で同線を継承するだろう新会社［後の東海旅客鉄道（JR東海）］が決めるが、それまでは工事凍結となり金利が累積することもやむを得ない」と回答していた。また、国鉄側は南方貨物線の今後の処遇について、「貨物会社［後の日本貨物鉄道（JR貨物）］が継承する」「東海会社（後のJR東海）が継承する」「清算事業団に継承する」の3案で検討していたが、貨物会社案は「当面、現在の東海道線だけで十分貨物輸送が賄える」との理由で除外され、旅客会社（JR東海）の中核となった名古屋鉄道管理局も、毎年20億円の金利負担・採算性を問題視し、引き受けを拒んでいた。日本国政府が衆議院国鉄改革特別委員会に出した国鉄分割民営化後の経営見通しを示す資料でも、南方貨物線の今後については言及されていなかったため、1986年（昭和61年）10月13日には衆院特別委員会で草川昭三議員（公明党・国民会議、愛知2区）がこの問題を追及した。これに対し、橋本龍太郎運輸大臣は「使用中の区間（名古屋貨物ターミナル - 名古屋駅間：約6 km）は東海会社に継承させる」との意向を示した一方、それ以外の区間については「東海会社の経営状態や、（鉄道としての）利用可能性を考えて結論を出したいが、現時点では未定」と答弁していた。
1987年（昭和62年）4月に国鉄分割民営化が行われ、その際に名古屋 - 名古屋貨物ターミナル間（西名古屋港線・約6 km）はJR東海に移管され、JR貨物が利用した。一方、未完成区間である名古屋貨物ターミナル - 大府間の19.5 kmは「処分対象資産」とされ、大半の区間（大府 - 笠寺間の既開業区間を除く約12.2 km）が日本国有鉄道清算事業団［現：鉄道建設・運輸施設整備支援機構 (JRTT) ］の所有となった。

### 建設再開計画の迷走

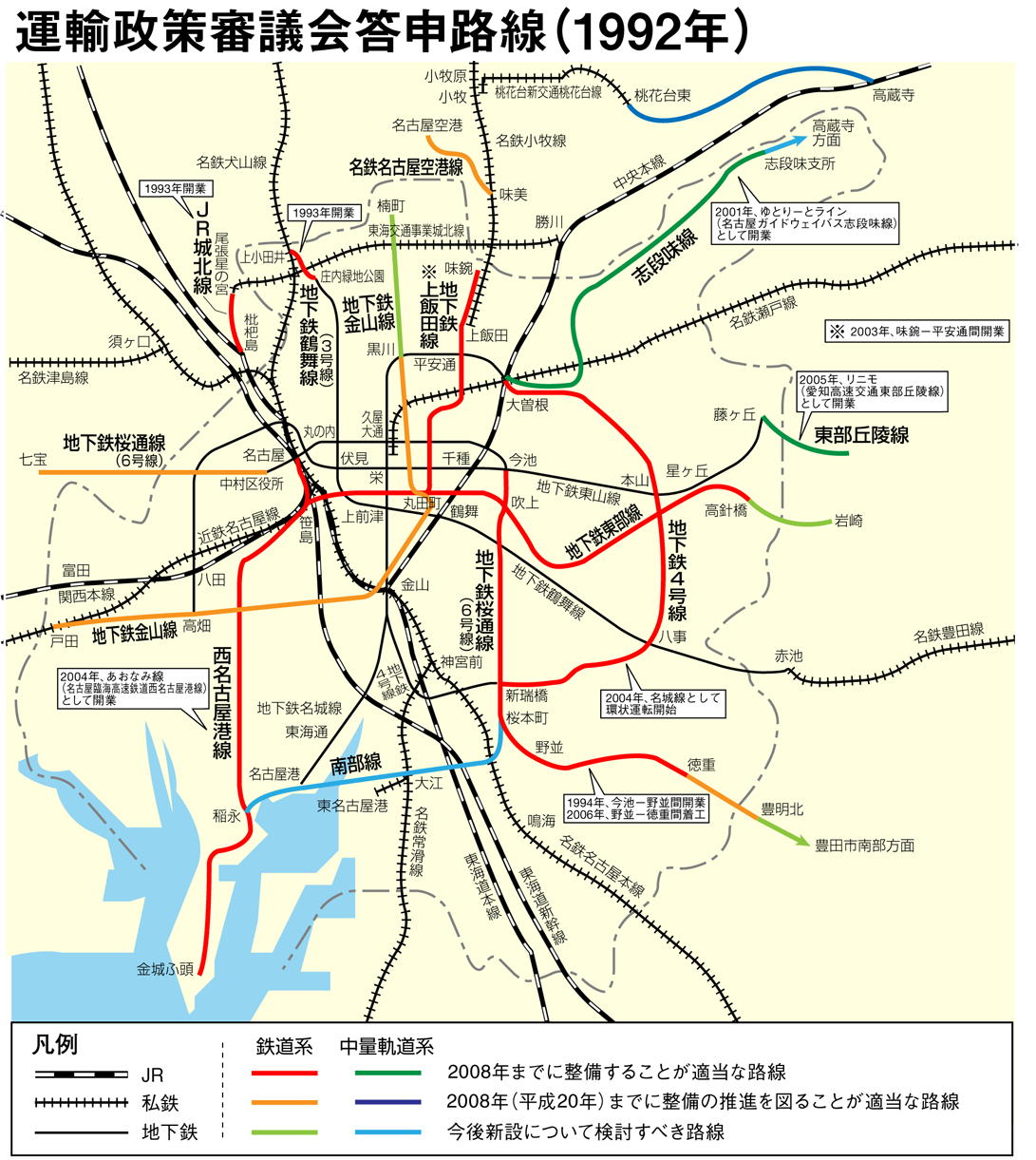
運輸政策審議会答申12号

1991年（平成3年）2月15日の衆議院連絡委員会では、運輸省（現：国土交通省）の審議官が「南方貨物線を旅客線として活用したい」との意向を示したが、東海旅客鉄道（JR東海）社長の須田寬は同年2月20日の記者会見で「議事録を精読したが、『JR東海に売る』とまで踏み込んだ答弁内容ではなかったと認識している。旅客線として活用しても、採算が合わない見込みが強く、活用するとなれば（この時点で）さらに百数十億円の投資が必要であり、とても当社の手に負える代物ではない。買い取る意思は全くない」と述べ、運営に関わりを持つことを否定した。一方、須田の発言を受けて愛知県交通対策室長・中村真は「県としては、貨物線として再生してほしいという従来の姿勢に変わりはない。その望みが薄いなら、清算事業団自らが新会社を作るなり、主導的に有効利用に知恵を絞ってもらいたい」とコメントしたが、土地・高架橋を保有していた国鉄清算事業団は「（我々は）資産を処分するのが役割で、建設主体になるのはあり得ない」という反応を示していた。
運輸省事務次官・中村徹は翌1992年（平成4年）1月10日、運輸政策審議会答申12号（名古屋圏における高速鉄道を中心とする交通網の整備に関する基本計画について）にて、「東海道線名古屋地区の混雑緩和を目的に、南方貨物線を西名古屋港線とともに、旅客線として開業させてはどうだろうか？」と提案し、同答申では「鉄道貨物輸送力増強の必要性、旅客輸送動向などを勘案して検討する」とされた。同年時点で、（南方貨物線・西名古屋港線に並行する）東海道線名古屋 - 笠寺間を走る貨物列車の数は上下それぞれ約60本/日だったが、貨客混合の同区間のダイヤは既に過密状態で、増発が困難な状況となっていた一方、このころにはトラック輸送業界の運転手不足・大気汚染・交通渋滞による遅配などの問題から、（特に長距離貨物輸送で）モーダルシフト（鉄道・海運などへの輸送形態の変化）が進んでいた。そのため、中部運輸局が関係者を集めて「幹事会」を組織し、南方貨物線・西名古屋港線の旅客線化に向けた勉強会を開始したほか、同年6月5日に開かれた鉄道貨物協会名古屋支部の通常総会では、南方貨物線の早期開業を国に働き掛ける決議がなされるなど、陸運業界を中心に、南方貨物線開業への期待が高まっていた。
当時、仮に南方貨物線を旅客・貨物併用線として工事を再開した場合の事業費は約165億円と概算されており、その建設費の捻出方法については「トラック運送業界や関係自治体（愛知県・名古屋市など）、JR東海・JR貨物などで第三セクターを設立するしかない」との見方が強かった。しかし、1992年当時の名古屋駅 - 熱田駅間の混雑率は約135%で、南方貨物線の旅客化は「意義が薄い」とされ、見送られた。1997年（平成9年）6月には、JR貨物の完全民営化のための基本問題懇談会で、南方貨物線について「将来、少なくとも貨物鉄道としてその有効活用を図ることが適当であると考えるが、種々解決すべき課題が残されていることから、今後、さらに関係者間において必要な検討・調整を進めていく必要がある」という意見が出たが、JR貨物・JR東海・名古屋市・愛知県など関係機関は、いずれも「自ら事業主体となることは考えられない」という姿勢を示しており、活用に向けた事業化は極めて難しい状況になっていた。
それ以外にも、常滑沖に建設された中部国際空港（セントレア）への空港連絡鉄道として活用する案も出されたが、これも実現しなかった。一方、西名古屋港線の旅客化工事の際には、南方貨物線が分岐できる構造となっていた高架橋がその阻害となったため、該当部分が撤去された。

### 開業断念・高架橋解体

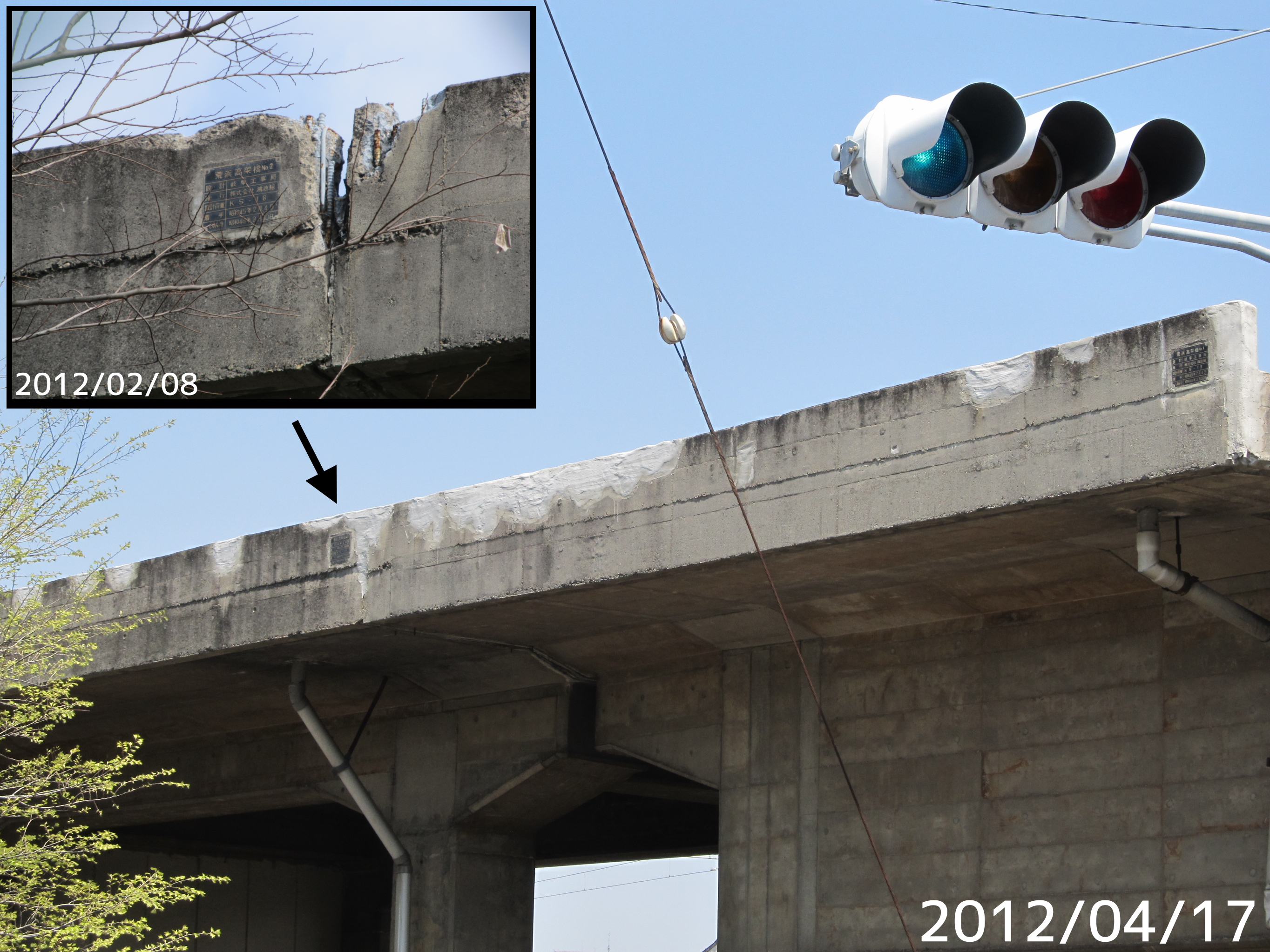
老朽化した高架橋の補修

その一方で高架橋の高欄（主にブロック造）は建設から20数年が経過し、経年劣化による老朽化が進んだことで、剥離・落下する危険な状況となっていた。このため、日本鉄道建設公団国鉄清算事業本部（旧：清算事業団の事業を継承）は1999年（平成11年）10月 - 2001年（平成13年）5月にかけ、高欄の撤去工事を行った。日本鉄道建設公団国鉄清算事業本部は2000年度（平成12年度）以降、南方貨物線の最終的な処理方法を決定するため、関係する事業者などへの最終意向確認を行った。この時、国鉄清算事業本部は高架橋の撤去費用に数百億円が必要となることを踏まえ、「仮に撤去しなくて済むような整備をして鉄道・道路などに使う者がいる場合、約100億円を助成する」「鉄道路線として活用する場合は高架橋などをある程度完成させてから引き渡す」などの提案を含め、JR貨物東海支社などに打診した。しかし、いずれの関係先も「鉄道としても、鉄道以外の利用にしても、自ら取得することは考えられない」と回答した。これにより、同年6月には日本鉄道建設公団国鉄清算本部により、鉄道利用の可能性が皆無であることが最終確認され、同本部は鉄道としての利用を断念することを決めた。
2001年8月、中部運輸局は南方貨物線の鉄道路線としての利用を断念し、撤去費総額300億円を前提に、2002年（平成14年）度の撤去費用46億円を予算要求した。老朽化による崩壊の危険性があることに加え、景観の改善も兼ね、2002年度から不用となった高架橋などを撤去して更地化し、土地を一般競争入札で売却することが決まった。これにより、JR東海に移管された約8 km（笠寺駅・大高駅周辺など）を除き、未開通区間の高架橋約12 km分については、莫大な解体費用をかけて撤去されることとなったが、バブル経済崩壊による地価下落の影響・幅10 mほどの細長い土地形状という事情から、撤去費との差額分にも国費が負担されることとなった。日本鉄道建設公団は土地処分に当たり、経費削減の観点から構造物付での処分を進めたが、約13 kmの高架橋を更地化する経費として約200億円が必要になった一方、売却で回収できる金額は約40億円程度にとどまることになった。国鉄清算事業本部は、南方貨物線および「梅田・吹田」「武蔵野操車場」の土地処分を「三大プロジェクト」と呼んでいる。このうち、南区内の「豊代児童遊園地」は無償で名古屋市へ譲渡されたほか、市立明治小学校横の土地（1,094.48m2 / 331.66坪）は名古屋市教育委員会が有償で取得し、2010年（平成22年）1月には同校の運動場として利用が開始された。
大府 - 笠寺間（東海道線並行区間）は土地幅が狭く、JR東海が継承した土地（東海道線敷地）内にJRTTに帰属した構造物が存在するなど複雑な要因が絡み合っていることなどから、土地処分が困難とみなされたため、JRTTはJR東海に一括での土地取得を要請。その結果、JR東海は2006年（平成18年）12月に、JRTT側が必要な措置を講ずることを前提に要請を引き受ける旨を回答し、土地・構造物は2010年（平成22年）7月にJRTTからJR東海へ引き渡された。これにより、南方貨物線の土地処分は完了したため、JRTTは同年11月に国鉄清算事業東日本支社中部事務所を廃止した。
南方貨物線の建設中止について、名古屋新幹線訴訟の弁護団は「南方貨物線の撤去はそれ自体朗報であった」「これを廃線に追い込んだことは周辺住民の生活環境保全にプラスである」という見解を示している。

## ルート
- 名古屋貨物ターミナル駅 - （名古屋港線交点） - 笠寺駅 - 大府駅

大府 - 共和間（約5.2 km）は盛土式、共和 - 天白川橋梁間（約4.7 km）は盛土および擁壁式（約3.8 km）＋高架橋（約0.9 km）、天白川橋梁 - 笠寺間（約2.6 km）は擁壁式、笠寺 - 八田貨物駅間（約7.4 km）および八田貨物駅 - 名古屋間（約5.7 km）は高架橋で設計されていた。
大府駅 - 笠寺駅間は途中の区間（大高駅付近）を高架化した上で、東海道本線と並行する形で複線の線路を敷設（線路別複々線化）。笠寺駅の名古屋寄りで東海道新幹線の高架橋をアンダークロスして東海道本線と分岐し、そこからはスラブ高架で臨海地区を抜ける。笠寺駅を出ると、山崎川を橋梁で渡河してから東海道新幹線の高架橋と斜めに交差（アンダークロス）する。南区豊田二丁目（東海道新幹線とのアンダークロス地点付近）からは東海道新幹線と並行し、国道247号・名鉄常滑線とオーバークロスする。堀川を渡河して南区（明治一丁目）から熱田区（千年二丁目）に入ると、六番町駅（名古屋市営地下鉄名城線）の南側で東海道新幹線と別れ、南郊運河に並行して、西進する。名古屋市立東海小学校（港区）の付近で名古屋港線（名古屋港駅へ向かう東海道本線の貨物支線）とオーバークロスし、中部鋼鈑の工場付近（港区正保町）で北向きに進路を変えると同時に、西名古屋港線と連絡して名古屋貨物ターミナル駅へ至るルートだった。そして、名古屋貨物ターミナル駅 - 名古屋駅間 (6.3 km) は在来の西名古屋港線（単線）を下り線とし、上り線を増設する。これによって西名古屋港線を複線化・高架化（一部スラブ軌道化）し、名古屋駅で「稲沢線」（名古屋 - 稲沢間の複々線）に接続する予定だった。

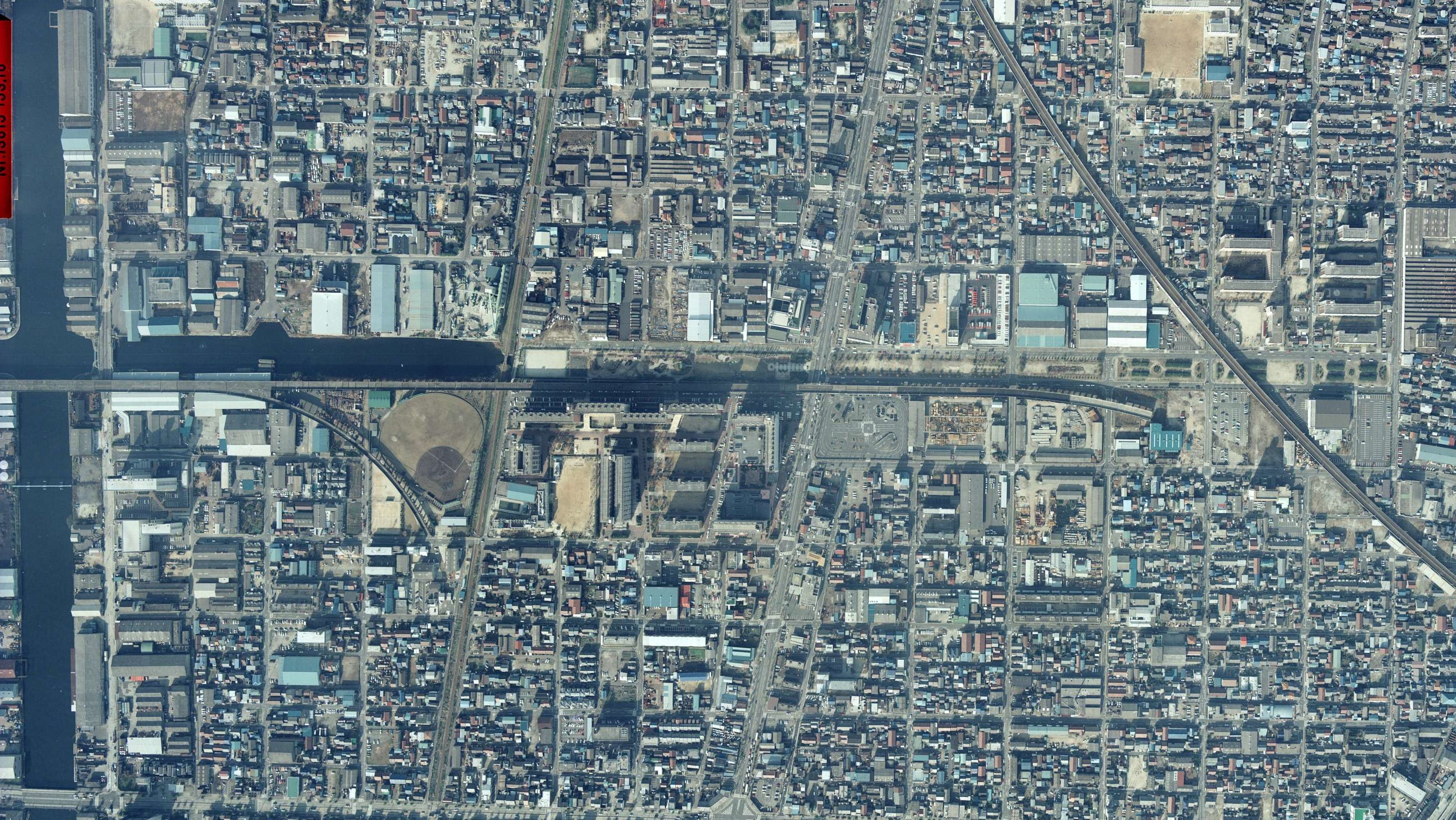
南方貨物線と名古屋港線の交点付近（1982年当時）。両線の交点の南西（野球場[注 60]のある箇所）に短絡線[注 14]が建設されている[113]。
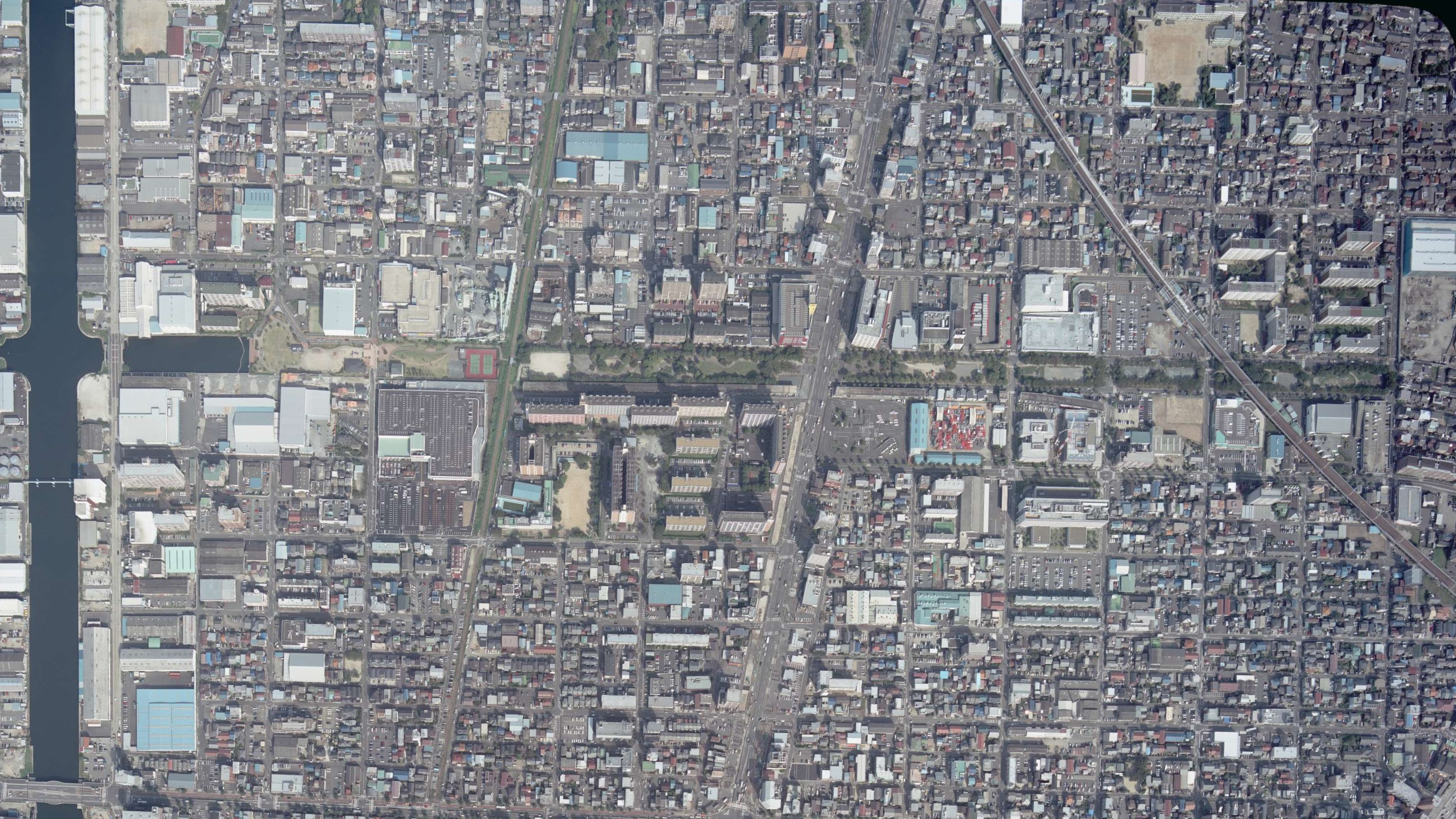
南方貨物線と名古屋港線の交点付近（2007年当時）。短絡線[注 14]と隣接していた野球場は撤去され、跡地は「マックスバリュ 南十番町店」および「コーナン 南十番町店」[注 61]になっている。

### 高架線の現況
完成したものの鉄道路線として日の目を見なかった高架橋のうち、解体されなかったものは高架橋付きの土地として一般に売却された。それらは高架橋を屋根代わりにして、高架下を駐車場や住宅用地・高速バス事業者の営業所、資材倉庫・事務所などとして活用しているものや、高架橋の上に住宅が建てられたり、高架上がゴルフの練習場として活用されたりしている場所もある。
大府駅 - 笠寺駅間の早期に完成した路盤は先行して使用され、1967年（昭和42年）9月には共和駅構内 (0.7 km) が、1982年3月には笠寺駅構内 (1.2 km) がそれぞれ供用を開始した。また大高駅付近（約2.4 km）は本線の高架化に合わせ、1974年3月から約4年間にわたり、仮線として活用されていた。
大高駅 - 笠寺駅間では、東海道本線の天白川橋梁が老朽化したため、1986年（昭和61年）1月からは東海道本線の線路を南方貨物線側に振り替えている。また、大府駅南方の東海道本線および武豊線それぞれにおける、旅客線と貨物線の分岐と立体交差は、南方貨物線計画の一環として建設され、この部分は本来の目的通りに使用されている。
なお、あおなみ線（西名古屋港線）の高架橋のうち、中島駅付近は単線高架橋の並列となっているが、上り線（名古屋方面）はかつて南方貨物線を建設していた当時に建設されたものである。ただし、これはあおなみ線に乗車したままでは分からない。また、あおなみ線と南方貨物線が分岐する予定だった地点の付近（中島駅 - 港北駅間の西方）には、中部鋼鈑の工場敷地の一部と隣地に高架橋が残されている。

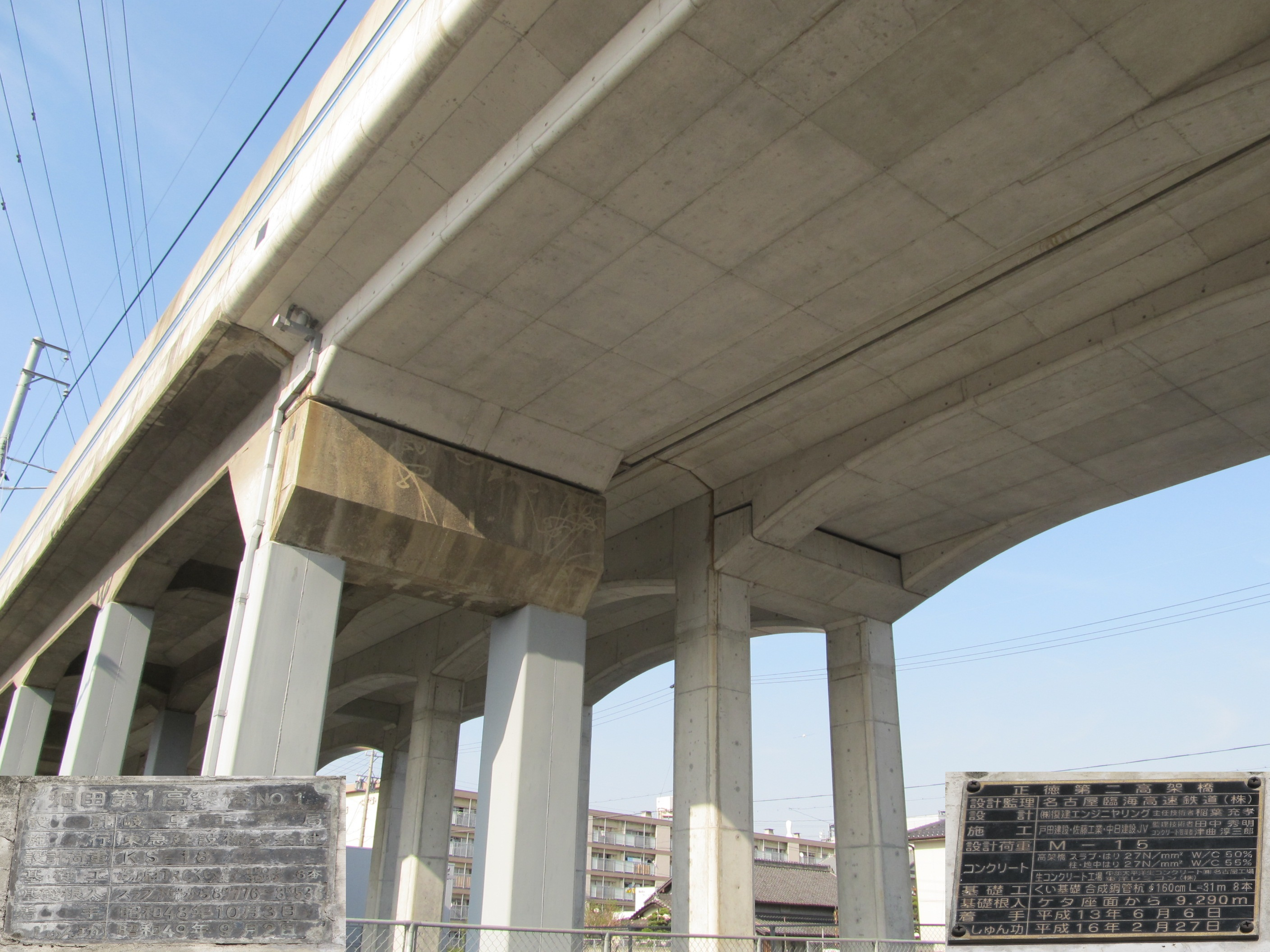
あおなみ線に流用された中島駅付近の単線並列高架橋。 右の高架は2004年、左の高架は1974年竣工。
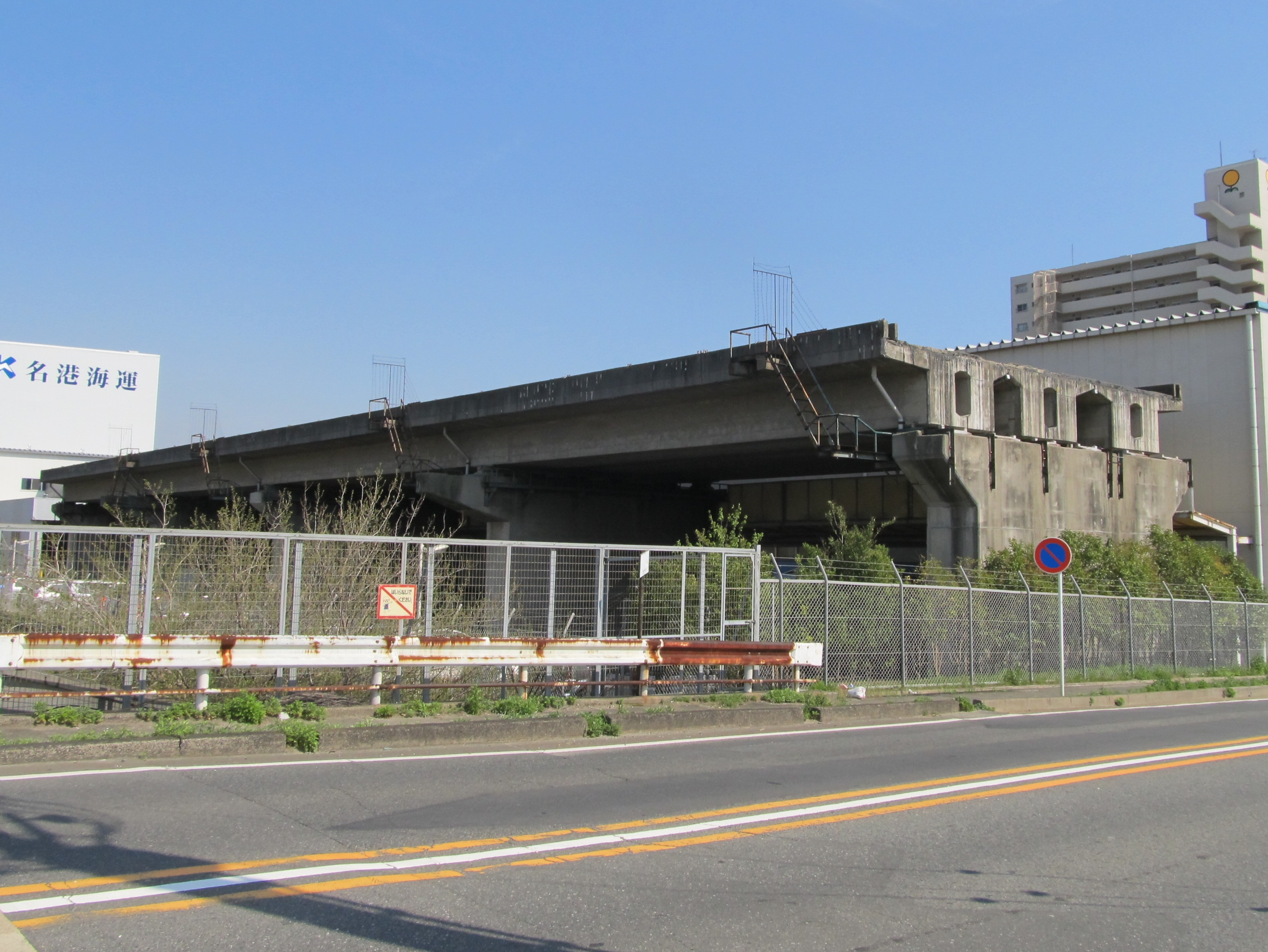
名古屋港線交点までの高架は3線分の幅がある。
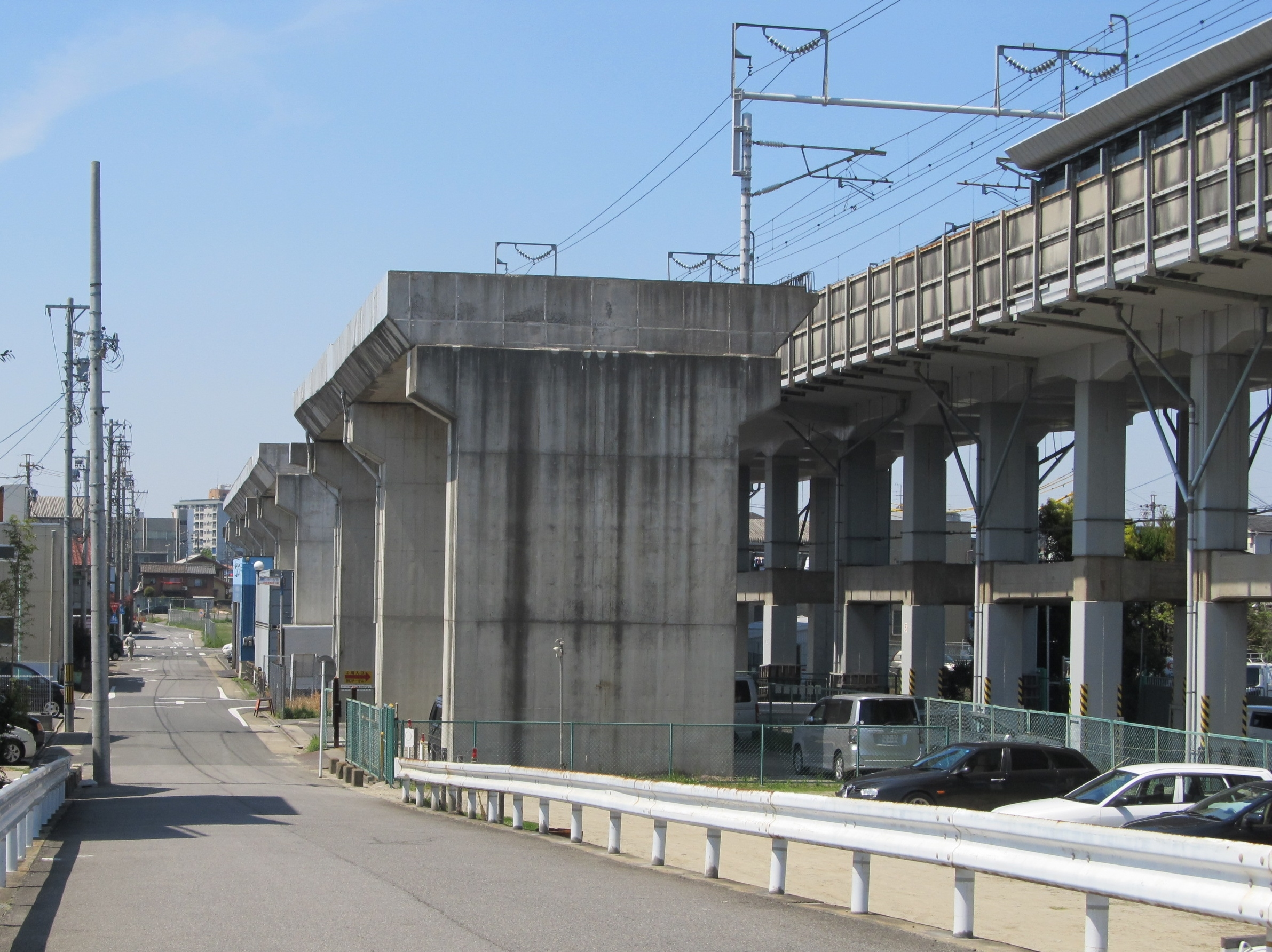
新幹線と並行する南方貨物線。
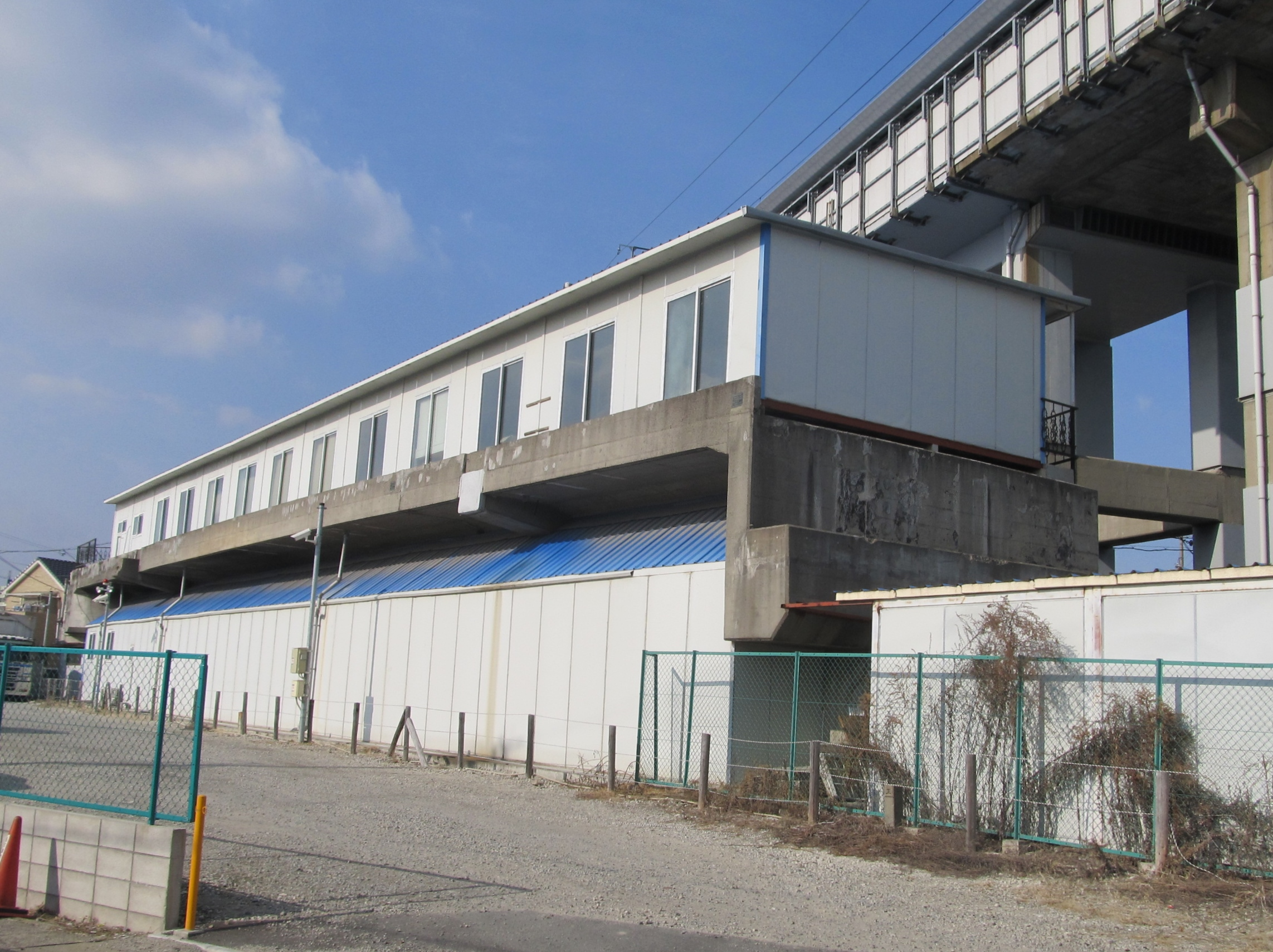
新幹線との立体交差。 ここでは高架線基礎を残したまま集合住宅が建てられた。
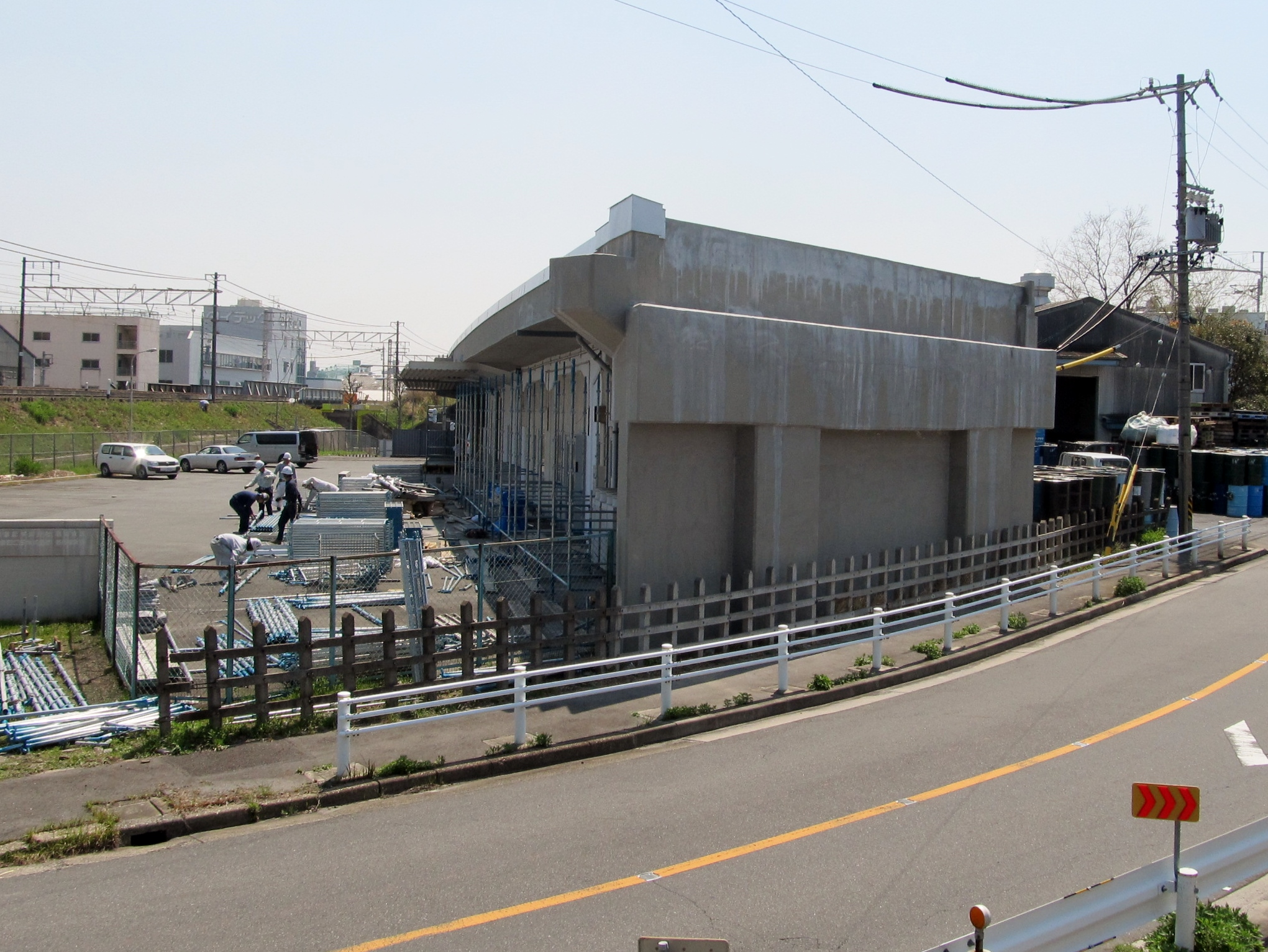
笠寺駅北で東海道本線（左）と合流。
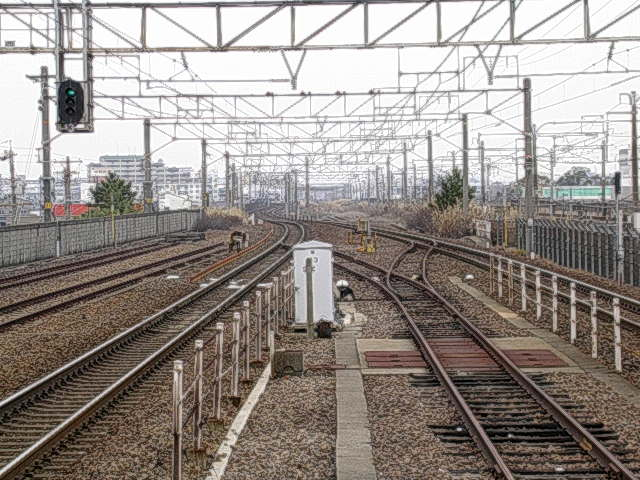
大高駅から笠寺駅方向を望む。 右手前の東海道本線が左奥の南方貨物線に向かって大きくカーブしている。
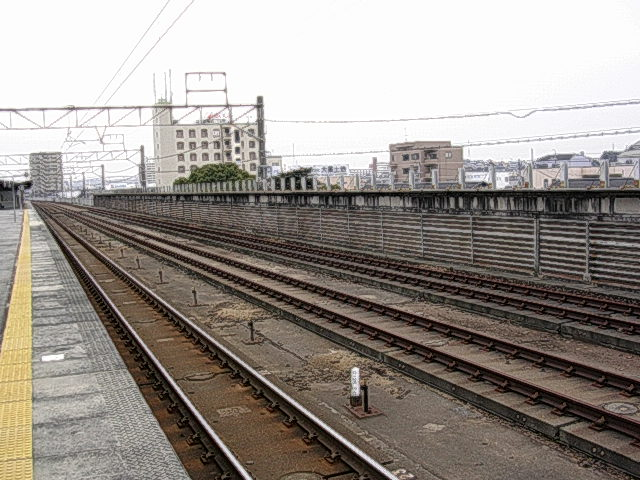
大高駅から見た南方貨物線複線路 （2007年当時。現在は撤去済）
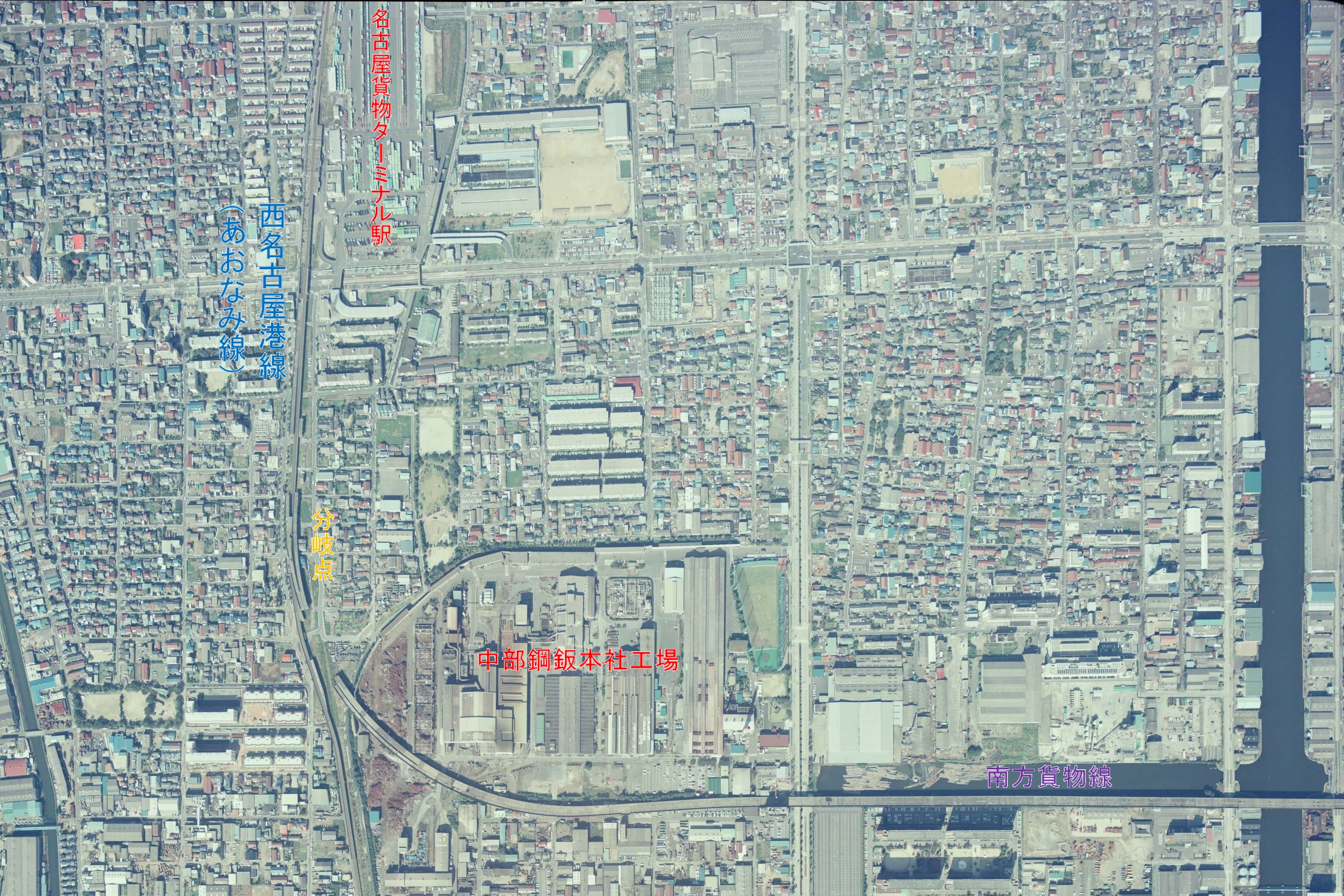
1987年当時の名古屋貨物ターミナル駅および中部鋼鈑本社工場の周辺
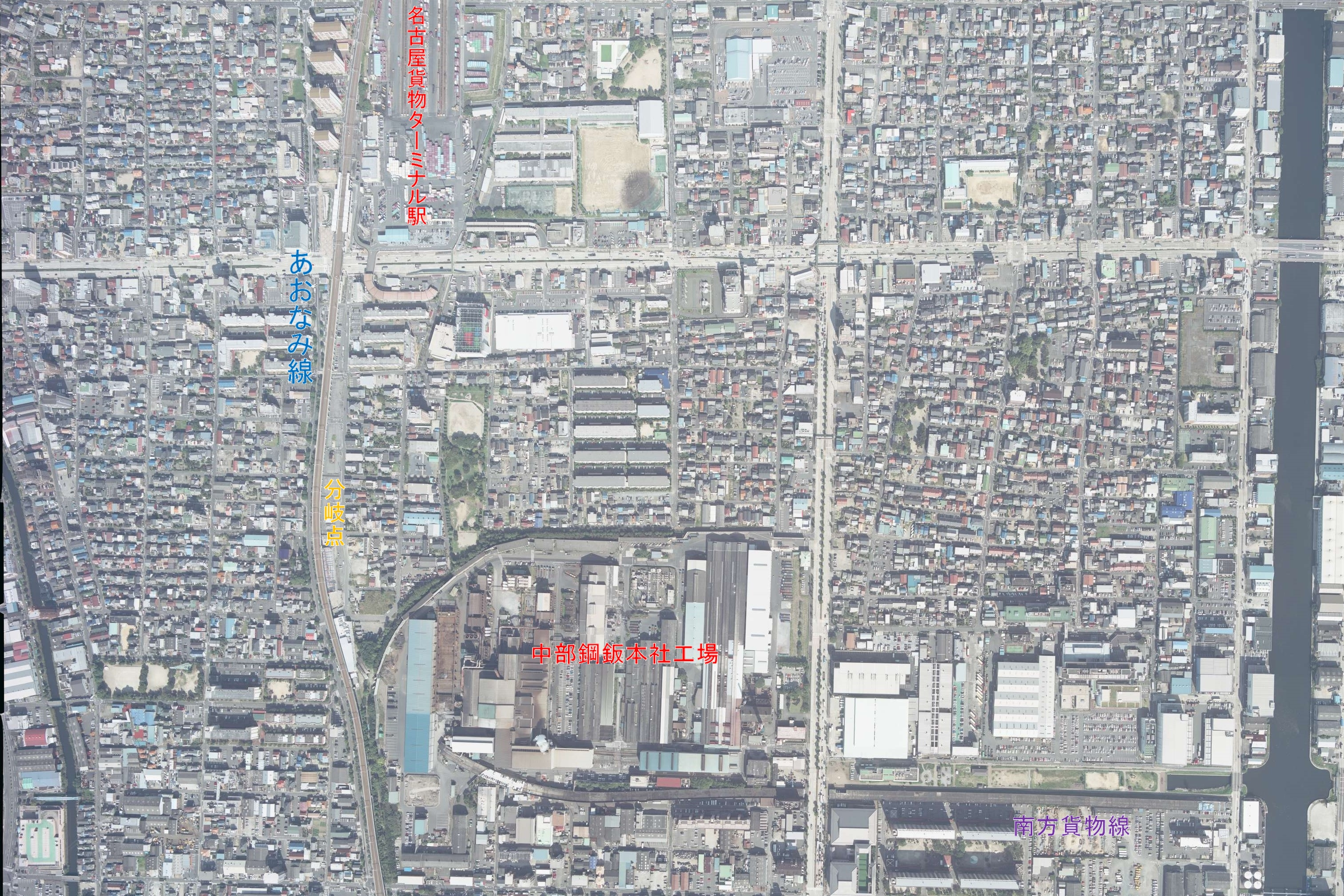
2007年当時の名古屋貨物ターミナル駅および中部鋼鈑本社工場の周辺